# 毛叶吊石苣苔
毛叶吊石苣苔（学名：Lysionotus heterophyllus var. mollis）为苦苣苔科吊石苣苔属下的一个变种。

## 扩展阅读
- 維基物種上的相關：毛叶吊石苣苔